# Lepòrids
Els lepòrids (Leporidae) són una família de mamífers pertanyent a l'ordre dels lagomorfs que agrupa una cinquantena d'espècies entre llebres i conills. Es distribueixen arreu del planeta llevat de l'Antàrtida.

## Taxonomia

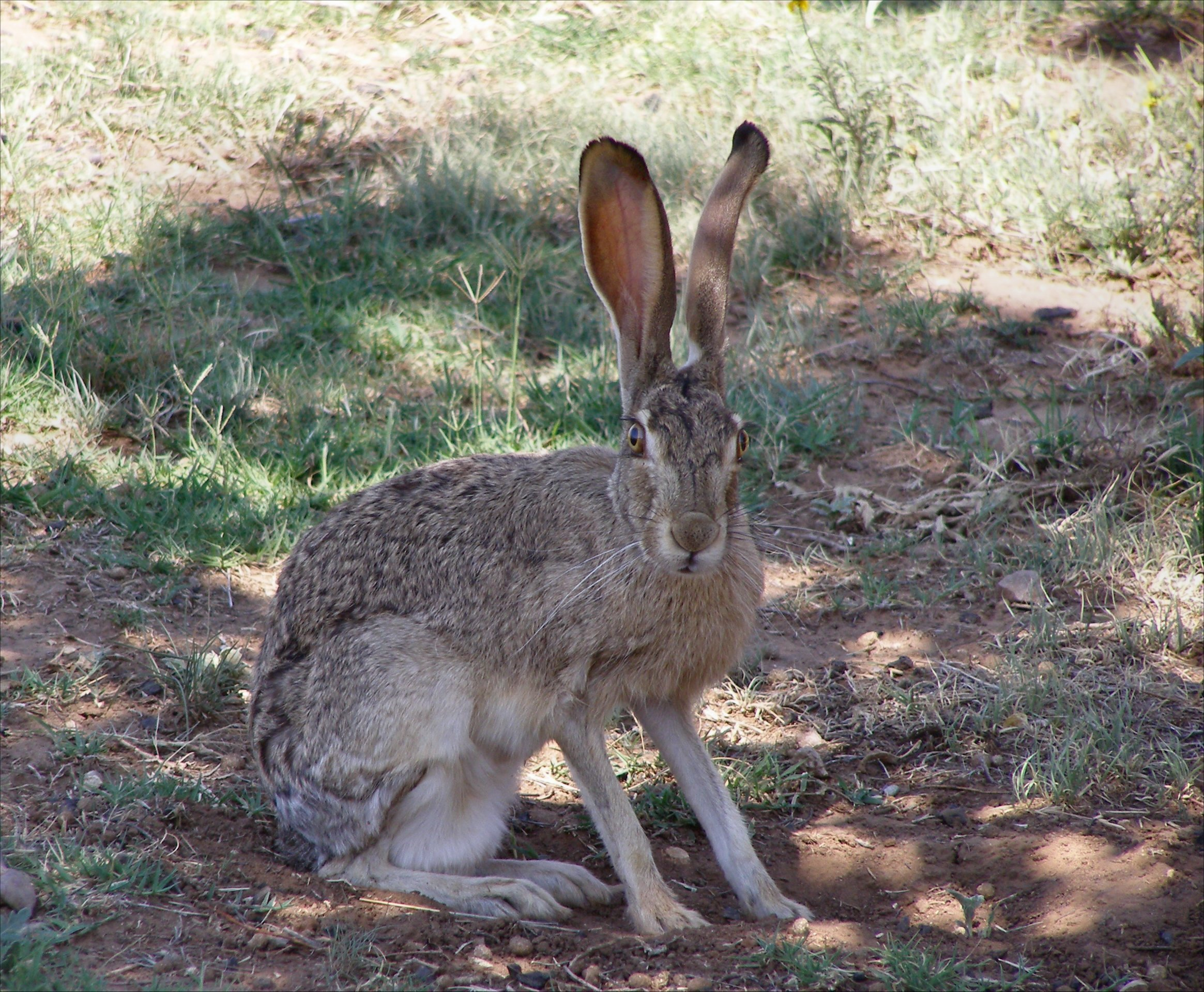
Llebre californiana (Lepus californicus)

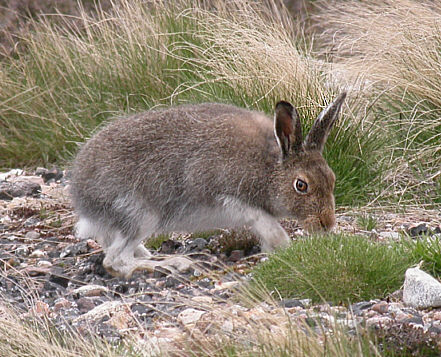
Llebre de les neus (Lepus timidus)

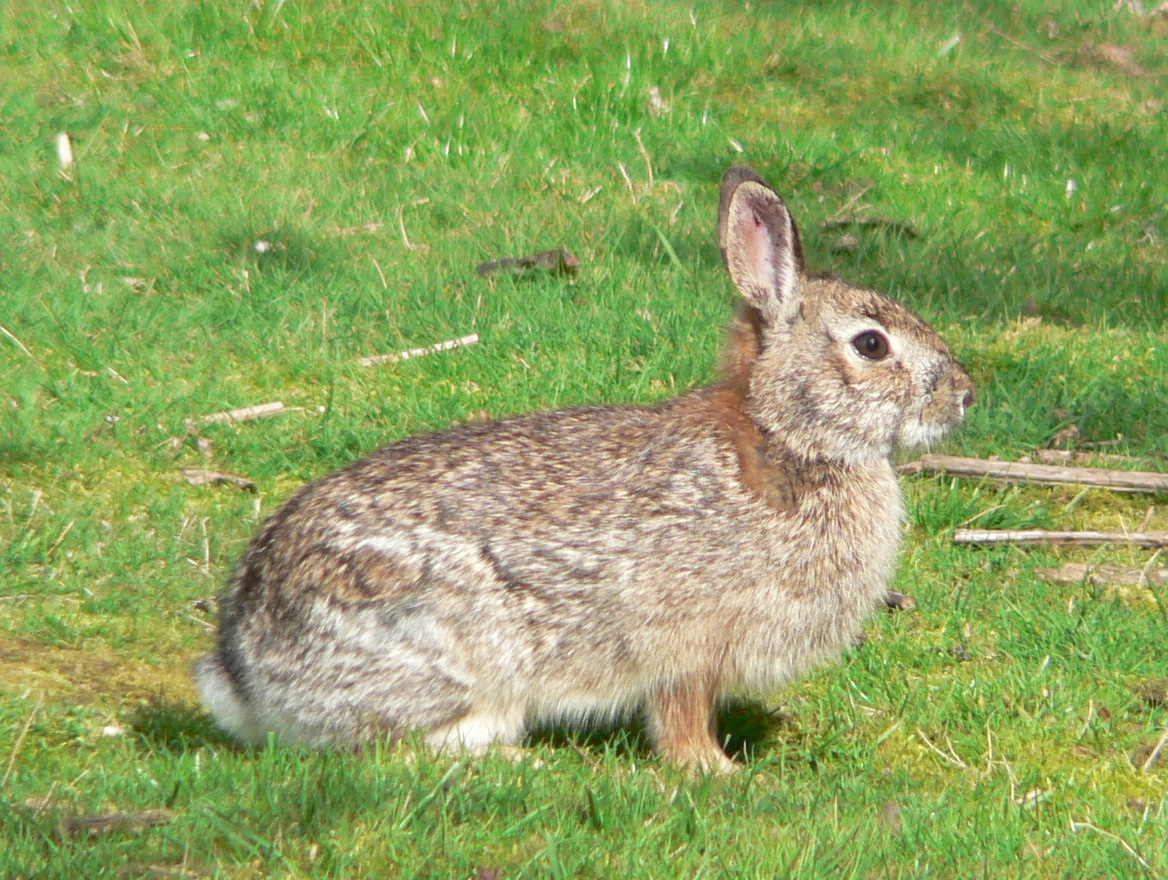
Conill de Bachman (Sylvilagus bachmani)

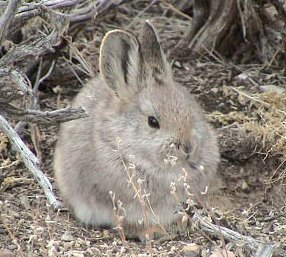
Conill pigmeu (Brachylagus idahoensis)

- Gènere Pentalagus
  - Pentalagus furnessi
- Gènere Bunolagus
  - Bunolagus monticularis
- Gènere Nesolagus
  - Nesolagus netscheri
  - Nesolagus timminsi
- Gènere Romerolagus
  - Romerolagus diazi
- Gènere Brachylagus
  - Brachylagus idahoensis
- Gènere Sylvilagus
  - Subgènere Tapeti
    - Sylvilagus aquaticus
    - Sylvilagus brasiliensis
    - Sylvilagus dicei
    - Sylvilagus insonus
    - Sylvilagus palustris
    - Sylvilagus varynaensis

  - Subgènere Sylvilagus
    - Sylvilagus audubonii
    - Sylvilagus cognatus
    - Sylvilagus cunicularis
    - Sylvilagus floridanus
    - Sylvilagus graysoni
    - Sylvilagus nuttallii
    - Sylvilagus obscurus
    - Sylvilagus robustus

  - Subgènere Microlagus
    - Sylvilagus bachmani
    - Sylvilagus mansuetus
- Gènere Oryctolagus
  - Oryctolagus cuniculus
- Gènere Poelagus
  - Poelagus marjorita
- Gènere Pronolagus
  - Pronolagus crassicaudatus
  - Pronolagus randensis
  - Pronolagus rupestris
- Gènere Caprolagus
  - Caprolagus hispidus
- Gènere Lepus
  - Subgènere Macrotolagus
    - Lepus alleni

  - Subgènere Poecilolagus
    - Lepus americanus

  - Subgènere Lepus
    - Lepus arcticus
    - Lepus othus
    - Lepus timidus

  - Subgènere Proeulagus
    - Lepus californicus
    - Lepus callotis
    - Lepus capensis
    - Lepus flavigularis
    - Lepus insularis
    - Lepus saxatilis
    - Lepus tibetanus
    - Lepus tolai

  - Subgènere Eulagos
    - Lepus castroviejoi
    - Lepus comus
    - Lepus coreanus
    - Lepus corsicanus
    - Lepus europaeus
    - Lepus granatensis
    - Lepus mandschuricus
    - Lepus oiostolus
    - Lepus starcki
    - Lepus townsendii

  - Subgènere Sabanalagus
    - Lepus fagani
    - Lepus microtis

  - Subgènere Indolagus
    - Lepus hainanus
    - Lepus nigricollis
    - Lepus peguensis

  - Subgènere Sinolagus
    - Lepus sinensis

  - Subgènere Tarimolagus
    - Lepus yarkandensis

  - Subgènere incertae sedis
    - Lepus brachyurus
    - Lepus habessinicus